# Navire musée

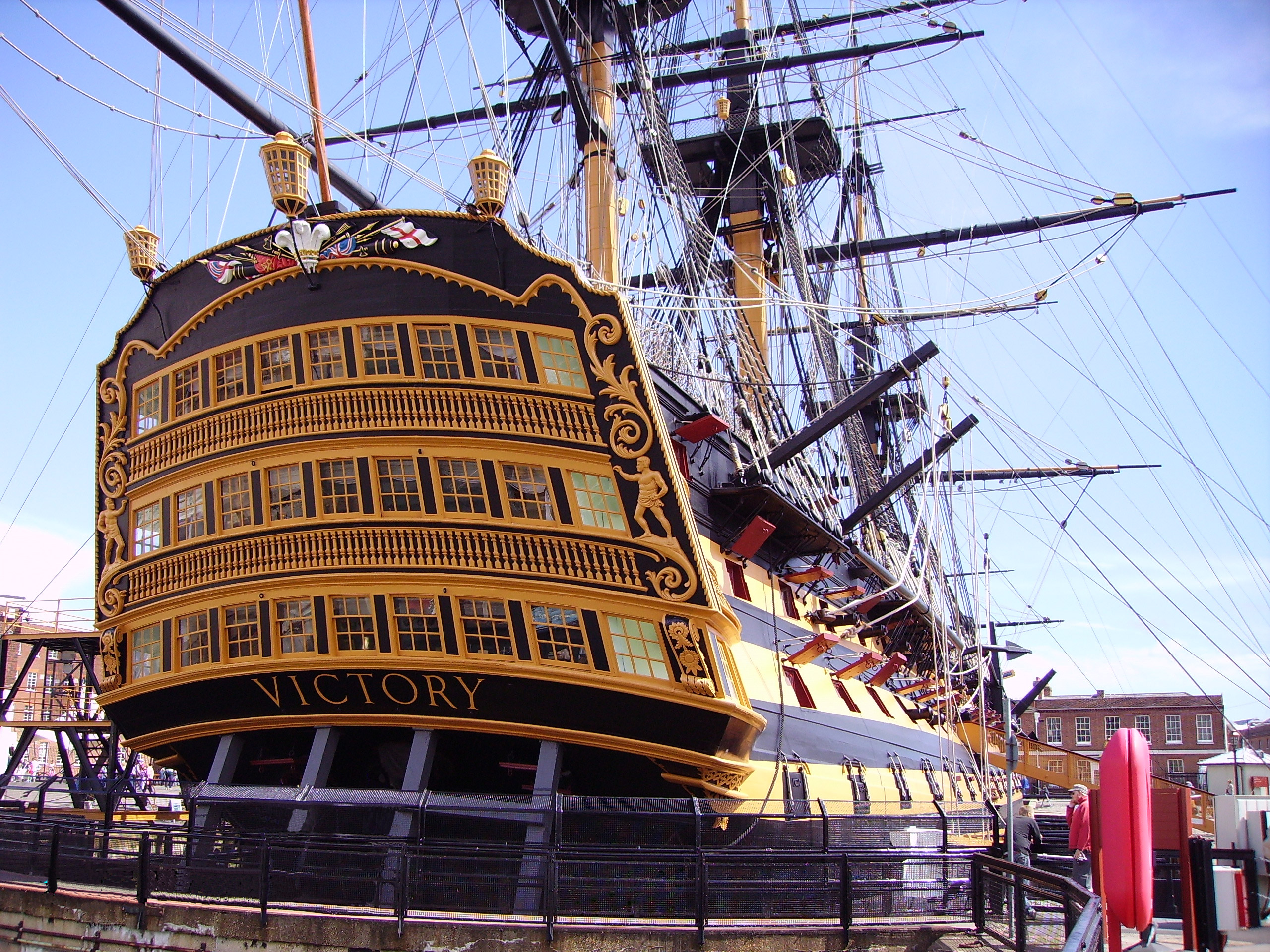
Le à Portsmouth.

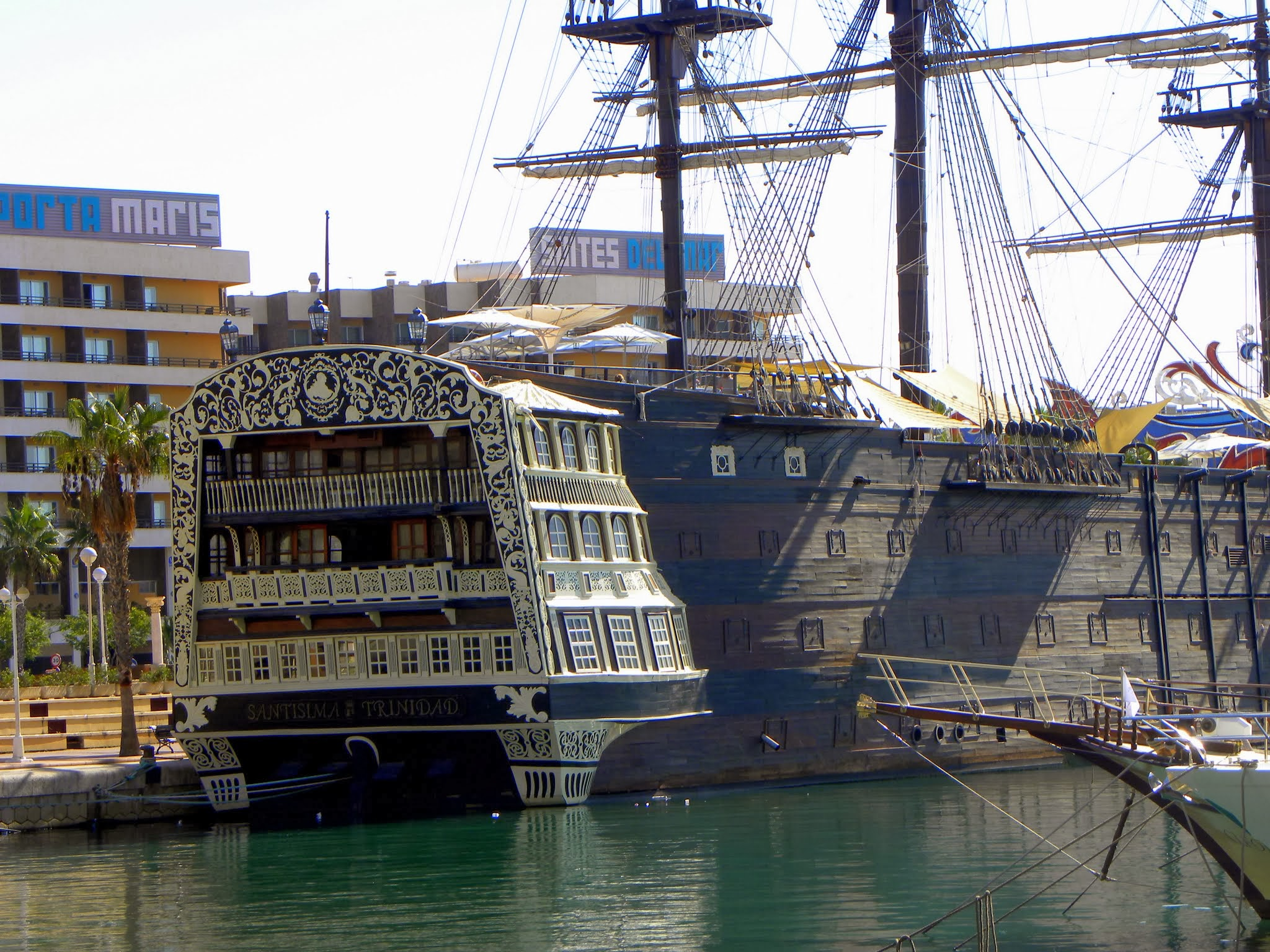
Le Santísima Trinidad, navire-musée des ports de Malaga et Alicante.

Un navire musée est un navire ou bateau préservé et converti en musée public. Il en existe plusieurs centaines dans le monde, souvent associés à des musées maritimes. Peu naviguent encore. La plupart sont définitivement à quai à flot, parfois sur cales. Certains se visitent pour le seul intérêt de leur agencement intérieur, d'autres sont seulement le lieu d'une exposition en rapport.
Malgré la longue histoire du transport maritime, la quasi-totalité des navires ont été détruits soit par les effets des éléments naturels, soit en raison du coût de la maintenance ; la plupart des navires étaient démolis ou sabordés comme épave. Ceux qui ont survécu le doivent souvent à leur intérêt historique et/ou à la passion de quelques nostalgiques.

## Quelques exemples de navires

### Quelques bateaux-musées de la marine à voile
- Le Cutty Sark (1869) est un clipper anglais classé au patrimoine mondial par l'UNESCO. Il est installé en cale sèche au bord de la Tamise dans la banlieue de Londres (en restauration jusqu'en 2010).
- Le Falls of Clyde est le seul quatre-mâts carré et ancien pétrolier à voile encore visible. Il est désormais amarré au quai 7 du port d'Honolulu au Hawaii Maritime Center.
- Le Joseph Conrad (1882) , trois-mâts carré américain, ancien navire-école de la marine marchande danoise, ancré à Boston au Mystic Seaport.
- Le Balclutha (1886), ex-Star of Alaska, ex-Pacific Queen, est un trois-mâts carré construit en Écosse. Il est désormais visible à San Francisco au musée maritime.
- Le Sigyn (1887), trois-mâts barque finlandais construit à Göteborg, ancien navire marchand suédois. Visible au port de Turku (Finlande)
- Le Duchesse Anne (1901), ex-Grossherzogin Elisabeth, est le dernier trois-mâts carré français et le plus grand voilier conservé en France. Il est désormais amarré dans le port de Dunkerque où il est ouvert au public dans le cadre de la « collection à flot » du musée portuaire de Dunkerque.
- Le Fram (1892) est une goélette à trois mâts norvégienne convertie en musée à Oslo.
- Le Suomen Joutsen (1902), ex Oldenburg, ex-Laënnec, est un voilier à prime construit à Saint-Nazaire, cap-hornier converti comme navire école finlandais. Il se visite aujourd'hui dans le port de Turku (Finlande).
- Le Pommern (1903), quatre-mâts barque ancré à Mariehamn en Finlande (Åland).
- Le Moshulu (1904), quatre-mâts barque reconverti en bateau restaurant à Philadelphie.
- Le Viking (1905), quatre-mâts barque, à quai du port de Göteborg (Suède) comme restaurant du parc d'attraction.
- Le Dar Pomorza (1909), ex-Prinzess Eitel Friedrich, sister ship du Duchesse Anne, a été construit au chantier naval de Hambourg. Il servit de bateau école allemand. Le voilier est aujourd'hui la propriété de l’université Maritime de Gdynia. Il est amarré comme bateau-musée près de la place Kosciuszko (à Gdynia) depuis 1983.
- Le Peking (1911), quatre-mâts barque, à quai du South Street Seaport de New York.
- Le Passat (1911), quatre-mâts barque amarré dans le port de Travemünde (Lübeck) depuis 1960.
- Le Seute Deern (1919), trois-mâts barque allemand, visible à Bremerhaven.
- Le Schulschiff Deutschland (1927), sister-ship du Duchesse Anne navigua jusqu'en 1948. Après restauration, il est aujourd'hui visible dans le port de Brême.
- Le Nippon Maru (1930) quatre-mâts barque en cale sèche, au Minato Mirai 21, ancien chantier naval de Yokohama depuis le 28 avril 1984.
- Le Kaiwo Maru (1930), quatre-mâts barque au Kaiwo Maru Park d'Imizu depuis 1990.
- Le Mercator (1931), trois-mâts goélette ancien navire-école belge, se visite dans le port d'Ostende mais fait encore du cabotage.
- Le Tovarishch (1933), ex-Gorch Fock I, ancien voilier-école ukrainien de 82 m appartenant au collège maritime de Kherson. Il est désormais à Stralsund en Allemagne, comme bateau-musée.
- Le Santísima Trinidad navire-musée des ports de Malaga et Alicante.
- Le Fateh Al-Khayr (1938), boutre de 226 tonnes, restauré et exposé au Kuwait Scientific Center à Koweït City.

### Porte-avions de l’US Navyconvertis en musée
- L'USS Hornet (CV-12) à Alameda, Californie[1]
- L'USS Intrepid (CV-11) à New York, État de New York[2]
- L'USS Lexington (CV-16) à Corpus Christi, Texas[3]
- L'USS Midway (CV-41) à San Diego, Californie [4]
- L'USS Yorktown (CV-10) à Charleston, Caroline du Sud[5]

### Sous-marins transformés en musée
- Le NCSM Onondaga, un sous-marin de la Marine royale canadienne de Classe Oberon. Il est exposé depuis 2009 sur le Site historique maritime de la Pointe-au-Père à Rimouski (Projet Onondaga).
- Le NCSM Ojibwa, un sous-marin de la Marine royale canadienne de Classe Oberon. Il est exposé depuis 2013 par le Musée militaire Elgin de St. Thomas en Ontario dans le Port Burwell (en) depuis 2013.
- Le Redoutable, 1er sous-marin nucléaire français lancé en 1967, exposé depuis 2000 en cale sèche à la Cité de la Mer à Cherbourg.
- L’Espadon, sous-marin de Classe Narval lancé en 1958 de 1 200 tonnes. Premier sous-marin français à avoir navigué sous la banquise, depuis 1985 il est exposé à flot dans l'ancienne Base sous-marine de Saint-Nazaire.
- L’Argonaute sous-marin français à « hautes performances » de 400 tonnes, lancé en 1954, « chasseur de sous-marins », exposé sur cales depuis 1991 à la Cité des sciences et de l'industrie à Paris.
- Le Slava (84), le dernier sous-marin de la marine bulgare, exposé à flot depuis fin 2019 au musée du sous-marin “Slava” dans la ville de Beloslav près de Varna[6].
- Le Flore, sous-marin français de classe Daphné exposé sur cales à la Base sous-marine de Lorient.
- Le U-995, sous-marin allemand de la Seconde Guerre mondiale, exposé sur cales depuis 1972 au Mémorial naval de Laboe, au nord de Kiel (Allemagne).
- Le U-505, sous-marin allemand de la Seconde Guerre mondiale est exposé depuis 1954 au Museum of Science and Industry de Chicago.
- L'USS Drum (SS-228), sous-marin de la Seconde Guerre mondiale de la classe Gato de la marine des États-Unis, lancé en 1941. Désarmé après la Seconde guerre mondiale il devient un navire musée exposé à Mobile en Alabama, au Battleship Memorial Park[7].
- L'USS Cobia (SS-245), sous-marin de la classe Gato de la marine des États-Unis, lancé en 1941. Désarmé après la Seconde guerre mondiale il devient un navire musée amarré au quai du Wisconsin Maritime Museum (en), à Manitowoc, sur la côte occidentale du lac Michigan, dans l'État américain du Wisconsin.
- USS Cod (SS-224), sous-marin de la classe Gato à Cleveland, Ohio ;
- USS Silversides (SS-236), sous-marin de la classe Gato à Muskegon, Michigan ;
- USS Cavalla (SS-244), sous-marin de la classe Gato à Galveston, Texas ;
- USS Croaker (SS-246), sous-marin de la classe Gato à Buffalo, New York.
- L'USS Bowfin (SS-287) est un sous-marin de classe Balao en service dans l'United States Navy pendant la Seconde Guerre mondiale. Depuis les années 1980, le sous-marin est un National Historic Landmark, conservé à flot comme mémorial dans la base de Pearl Harbor, à Hawaï.
- L'USS Pampanito (SS-383), sous-marin de classe Balao de l'US Navy est maintenant un National Historic Landmark, conservé comme mémorial par le San Francisco Maritime National Park Association situé au Fisherman's Wharf de San Francisco.
- USS Razorback (SS-394), sous-marin de classe Balao à North Little Rock, Arkansas
- L'USS Requin (SS-481), un sous-marin de la classe Tench de l'United States Navy est depuis 1990, un navire-musée visitable au Carnegie Science Center de Pittsburgh, en Pennsylvanie.
- USS Torsk (SS-423), Inner Harborde la classe Tench à Baltimore, Maryland[8].
- TCG Uluçalireis (S-338), ex-USS Thornback (SS-418) de la classe Tench au Musée Rahmi M. Koç à Istanbul, Turquie
- TCG Hizirreis (ex Gudgeon SS-567) de la Classe Tang à Izmit, Turquie
- TCG Pirireis (ex Tang SS-563 de la Classe Tang à Izmir, Turquie
- L'USS Blueback (SS-581) de la Classe Barbel, à l'Oregon Museum of Science and Industry, à Portland.
- L'USS Nautilus (SSN-571), le premier sous-marin nucléaire d'attaque et le premier navire à propulsion nucléaire de l'histoire. Il est désigné comme National Historic Landmark en 1982 à Groton (Connecticut) au Submarine Force Library and Museum.
- L' Enrico Toti (S 506), sous-marin de la classe Toti [9], construit en Italie pour la Marina Militare dans les années soixante. Désarmé et - après des travaux d'adaptation - vendu au Musée des sciences et des techniques Léonard de Vinci à Milan. Depuis 2005, il est exposé et peut être visité.
- Le JDS Akishio, sous-marin diesel-électrique japonais de la classe Yūshio a servi jusqu'en 2004 dans la Force maritime d'autodéfense japonaise (JMSDF), exposé depuis 2007 à l'extérieur du Musée de Kure de la Force d'autodéfense maritime.